# Liste des titres musicaux numéro un au Royaume-Uni en 1954
Cette page liste les titres classés no 1 des ventes de disques au Royaume-Uni pour l'année 1954 selon The Official Charts Company.
Les classements hebdomadaires sont issus des UK Singles Chart.

## Classement des singles
| №  | Date         | Artiste              | Titre                            | Référence |
| -- | ------------ | -------------------- | -------------------------------- | --------- |
| 1  | 1er janvier  | Frankie Laine        | Answer Me                        |           |
| 2  | 8 janvier    | Eddie Calvert (en)   | Oh Mein Papa                     |           |
| 3  | 15 janvier   | Eddie Calvert (en)   | Oh Mein Papa                     |           |
| 4  | 22 janvier   | Eddie Calvert (en)   | Oh Mein Papa                     |           |
| 5  | 29 janvier   | Eddie Calvert (en)   | Oh Mein Papa                     |           |
| 6  | 5 février    | Eddie Calvert (en)   | Oh Mein Papa                     |           |
| 7  | 12 février   | Eddie Calvert (en)   | Oh Mein Papa                     |           |
| 8  | 19 février   | Eddie Calvert (en)   | Oh Mein Papa                     |           |
| 9  | 26 février   | Eddie Calvert (en)   | Oh Mein Papa                     |           |
| 10 | 5 mars       | Eddie Calvert (en)   | Oh Mein Papa                     |           |
| 11 | 12 mars      | The Stargazers (en)  | I See the Moon                   |           |
| 12 | 19 mars      | The Stargazers (en)  | I See the Moon                   |           |
| 13 | 26 mars      | The Stargazers (en)  | I See the Moon                   |           |
| 14 | 2 avril      | The Stargazers (en)  | I See the Moon                   |           |
| 15 | 9 avril      | The Stargazers (en)  | I See the Moon                   |           |
| 16 | 16 avril     | Doris Day            | Secret Love (en)                 |           |
| 17 | 23 avril     | The Stargazers       | I See the Moon                   |           |
| 18 | 30 avril     | Johnnie Ray          | Such a Night                     |           |
| 19 | 7 mai        | Doris Day            | Secret Love                      |           |
| 20 | 14 mai       | Doris Day            | Secret Love                      |           |
| 21 | 21 mai       | Doris Day            | Secret Love                      |           |
| 22 | 28 mai       | Doris Day            | Secret Love                      |           |
| 23 | 4 juin       | Doris Day            | Secret Love                      |           |
| 24 | 11 juin      | Doris Day            | Secret Love                      |           |
| 25 | 18 juin      | Doris Day            | Secret Love                      |           |
| 26 | 25 juin      | Doris Day            | Secret Love                      |           |
| 27 | 2 juillet    | David Whitfield (en) | Cara Mia (en)                    |           |
| 28 | 9 juillet    | David Whitfield (en) | Cara Mia (en)                    |           |
| 29 | 16 juillet   | David Whitfield (en) | Cara Mia (en)                    |           |
| 30 | 23 juillet   | David Whitfield (en) | Cara Mia (en)                    |           |
| 31 | 30 juillet   | David Whitfield (en) | Cara Mia (en)                    |           |
| 32 | 6 août       | David Whitfield (en) | Cara Mia (en)                    |           |
| 33 | 13 août      | David Whitfield (en) | Cara Mia (en)                    |           |
| 34 | 20 août      | David Whitfield (en) | Cara Mia (en)                    |           |
| 35 | 27 août      | David Whitfield (en) | Cara Mia (en)                    |           |
| 36 | 3 septembre  | David Whitfield (en) | Cara Mia (en)                    |           |
| 37 | 10 septembre | Kitty Kallen         | Little Things Mean a Lot         |           |
| 38 | 17 septembre | Frank Sinatra        | Three Coins in the Fountain (en) |           |
| 39 | 24 septembre | Frank Sinatra        | Three Coins in the Fountain (en) |           |
| 40 | 1er octobre  | Frank Sinatra        | Three Coins in the Fountain (en) |           |
| 41 | 8 octobre    | Don Cornell (en)     | Hold My Hand                     |           |
| 42 | 15 octobre   | Don Cornell (en)     | Hold My Hand                     |           |
| 43 | 22 octobre   | Don Cornell (en)     | Hold My Hand                     |           |
| 44 | 29 octobre   | Don Cornell (en)     | Hold My Hand                     |           |
| 45 | 5 novembre   | Vera Lynn            | My Son, My Son                   |           |
| 46 | 12 novembre  | Vera Lynn            | My Son, My Son                   |           |
| 47 | 19 novembre  | Don Cornell          | Hold My Hand                     |           |
| 48 | 26 novembre  | Rosemary Clooney     | This Ole House                   |           |
| 49 | 3 décembre   | Winifred Atwell      | Let's Have Another Party         |           |
| 50 | 10 décembre  | Winifred Atwell      | Let's Have Another Party         |           |
| 51 | 17 décembre  | Winifred Atwell      | Let's Have Another Party         |           |
| 52 | 24 décembre  | Winifred Atwell      | Let's Have Another Party         |           |
| 53 | 31 décembre  | Winifred Atwell      | Let's Have Another Party         |           |

## Meilleure vente de singles de l'année
- Doris Day - Secret Love[1]